# Chrysoperla lucasina
Chrysoperla lucasina là một loài côn trùng cánh gân thuộc phân họ Chrysopinae trong họ Chrysopidae.
Loài này chủ yếu là ở Vương quốc Anh, Cộng hòa Séc, Pháp, Đức, Hy Lạp, Ý, Tây Ban Nha, Bồ Đào Nha, Thụy Sĩ, Tây Á và Bắc Phi.
Con trưởng thành thường được tìm thấy từ cuối mùa xuân cho tới giữa mùa thu. Chúng là loài ăn tạp, ăn phấn hoa và mật hoa của thực vật có hoa thân thảo khác nhau (chủ yếu là các họ Brassicaceae, Graminaceae, Apiaceae và Asteraceae), cũng như dịch ngọt, loại thức ăn ưa thích trong mùa thu.
Sau thời kỳ kiếm ăn, chúng bay tới gần các bầy rệp muội, nơi chúng giao phối và đẻ trứng. Trong thực tế, các ấu trùng là loài săn mồi đáng sợ đối với rệp muội hoặc động vật chân đốt nhỏ. Do đó, loài côn trùng này được sử dụng làm tác nhân kiểm soát dịch bệnh sinh học. Các cá thể trưởng thành của loài côn trùng này ngủ đông vào mùa đông.